# Albert Gregory Meyer
Albert Gregory Meyer (9 de março de 1903 – 9 de abril de 1965) foi prelado norte-americano da Igreja Católica. Serviu como arcebispo de Chicago de 1958 até sua morte, em 1965, e foi nomeado cardeal em 1959.

## Juventude e educação
Albert Meyer nasceu em Milwaukee, Wisconsin, para Mathilda (nascida Thelen) e Peter James Meyer, que eram imigrantes alemães. O quarto de cinco filhos, tinha dois irmãos e duas irmãs, uma das quais tornou-se freira. Na infância, Meyer fingia dizer a Missa com um altar de brinquedo e com um copo de água para o cálice de vinho.
Recebeu a sua primeira educação das Irmãs Escolares de Nossa Senhora na escola paroquial da Igreja de Santa Maria. Depois de participar da Marquette Academy por dois anos, entrou no Seminário St. Francis. Em 1922, foi enviado pelo arcebispo Sebastian Gebhard Messmer para continuar seus estudos na Pontifício Colégio Norte-Americano, em Roma.

## Presbiterado
Em 11 de julho de 1926, Meyer foi ordenado presbítero pelo cardeal Basilio Pompilj, na igreja de Santa Maria sopra Minerva. Em seguida, ingressou no Pontifício Instituto Bíblico, de onde ele obteve um doutorado em Sagradas Escrituras , em 1930.
Ao retornar para os Estados Unidos, atuou como pároco na Igreja São José (em inglês) em Waukesha , até 1931, quando se tornou professor em sua alma mater, Seminário Saint Francis. Ele lecionou religião, grego, latim, arqueologia bíblica, dogmática, teologia e Sagrada Escritura. Quando Joseph Aloisius Muench foi nomeado bispo de Fargo, Meyer, sucedeu-o como reitor do Seminário St. Francis, em 1937. Ele foi elevado à categoria de prelado doméstico em 1938, e também serviu como capelão e conselheiro do Serra Club.

## Bispo de Superior, no Wisconsin
Em 18 de fevereiro de 1946, foi nomeado o sexto bispo da Diocese de Superior, Wisconsin, pelo Papa Pio XII. Meyer foi consagrado no seguinte, 11 de abril, pelo arcebispo Moses Elias Kiley, com os bispos Joseph Aloisius Muench e William Patrick O'Connor, servindo como co-consagrantes, na Catedral de São João Evangelista.

## Arcebispo de Milwaukee e de Chicago
O bispo Meyer tornou-se o sétimo arcebispo de Milwaukee, em 21 de julho de 1953. Ele foi instalado como arcebispo de Chicago em 16 de novembro de 1958.
Quando Meyer visitou as vítimas do incêndio da Escola Nossa Senhora dos Anjos com o então prefeito Daley, ficou tão sensibilizado que quase desmaiou enquanto visitava o hospital e o necrotério. O cardeal Francis Spellman, arcebispo de Nova Iorque, viajou a Chicago para lhe dar apoio no rescaldo da tragédia, e o Papa João XXIII enviou-lhe um telegrama.

## Cardeal
Apesar do ceticismo, Meyer foi criado cardeal-presbítero de S. Cecília, pelo Papa João XXIII, no consistório de 14 de dezembro de 1959. Mais tarde, ele participou das primeiras três sessões do Concílio Vaticano II, de 1962 a 1964, e sentou-se no seu Conselho de Presidência. Durante o Concílio, Meyer mostrou-se ser de tendências liberais e era visto como líder intelectual entre a hierarquia norte-americana participante. O acadêmico e, muitas vezes, tímido prelado apoiava a liberdade religiosa e condenava veementemente o racismo, fazendo discursos ao lado de Martin Luther King Jr. e advertia seu clero para "não promover a chama do ódio racial". Também foi um dos cardeais eleitores no conclave papal de 1963, que elegeu o Papa Paulo VI. Meyer, que pescava ocasionalmente, certa vez, afirmou que a pesca era uma "recreação apostólica", e também era conhecido por assistir ao jogos de beisebol do Milwaukee Braves.

## Morte
Meyer serviu como arcebispo de Chicago até a sua morte, de um ataque cardíaco, depois de uma operação para remover um tumor cerebral maligno no Mercy Hospital aos 62 anos de idade. Ele está enterrado no cemitério da Universidade de Santa Maria do Lago em Mundelein, Illinois.